# 오철민
오철민(吳喆珉, 1973년 5월 28일 ~ )은 대한민국의 은퇴한 야구 선수로 전 KBO 리그의 해태 타이거즈, KIA 타이거즈의 투수였으며 프로 입단 후 좌완 투수의 잇점을 살려 자신의 자리를 굳혀갔지만   거듭된 부상 탓인지 프로선수 생활 내내 두자릿수 선발승을 한 번도 거두지 못했다.

## 출신 학교
- 목포산정초등학교
- 영흥중학교
- 영흥고등학교
- 영남대학교